# 澤維爾·阿諾桑
澤維爾·阿諾桑（Xavier Arnozan，1852年—1928年）是一个传奇的人物，是波尔多市历史上最重要和最具影响力的人士之一。法国医学学士院成员，波尔多副市长，波尔多医院董事，曾获得荣誉勋位团骑士奖章，后成为荣誉勋位团军官，并最终晋升至荣誉勋位团指挥官。
他超凡的心脏外科手术为很多患者带来了新生。在他的笔记中多次提到了葡萄酒对于心脏的益处。为了纪念这个为波尔多带来繁荣的葡萄酒贸易港口以及为波尔多带来众多荣誉的Xavier Arnozan先生，法国波尔多葡达就业集团在1985年选择了ARNOZAN作为旗下品牌名称。